# Premier Soccer League 2009-10
La PSL 2009-10 fue la 14.ª edición de la Premier Soccer League, la máxima categoría del fútbol en Sudáfrica. La temporada se jugó desde agosto de 2009 a mayo de 2010. El Supersport United de Pretoria se coronó por tercera vez en su historia, y además consecutivamente.

## Ascensos y descensos
| Pos  | Descendidos de Premier Soccer League |
| ---- | ------------------------------------ |
| 15.º | Thanda Royal Zulu                    |
| 16.º | Bay United                           |

| Pos | Ascendidos de la Primera División |
| --- | --------------------------------- |
| 1.º | Jomo Cosmos                       |
| 2.º | Mpumalanga Black Aces             |

## Clasificación
| Pos | Equipo                    | PJ | PG | PE | PP | GF | GC | GA  | Pts |
| --- | ------------------------- | -- | -- | -- | -- | -- | -- | --- | --- |
| 1.  | Supersport United         | 30 | 16 | 9  | 5  | 51 | 25 | +26 | 57  |
| 2.  | Mamelodi Sundowns         | 30 | 16 | 8  | 6  | 43 | 24 | +20 | 56  |
| 3.  | Kaizer Chiefs             | 30 | 14 | 9  | 7  | 39 | 25 | +14 | 51  |
| 4.  | Santos Cape Town          | 30 | 12 | 11 | 7  | 34 | 20 | +14 | 47  |
| 5.  | Orlando Pirates           | 30 | 10 | 14 | 6  | 26 | 18 | +8  | 44  |
| 6.  | Bloemfontein Celtic       | 30 | 9  | 15 | 6  | 38 | 35 | +3  | 42  |
| 7.  | Ajax Cape Town            | 30 | 11 | 9  | 10 | 27 | 29 | −2  | 42  |
| 8.  | Moroka Swallows           | 30 | 11 | 9  | 10 | 30 | 36 | −6  | 42  |
| 9.  | AmaZulu                   | 30 | 11 | 6  | 13 | 30 | 35 | −5  | 39  |
| 10. | Bidvest Wits              | 30 | 7  | 14 | 9  | 32 | 38 | −6  | 35  |
| 11. | Maritzburg United         | 30 | 8  | 11 | 11 | 28 | 39 | −11 | 35  |
| 12. | Golden Arrows             | 30 | 6  | 14 | 10 | 25 | 33 | −9  | 32  |
| 13. | Free State Stars          | 30 | 5  | 16 | 9  | 29 | 30 | −1  | 31  |
| 14. | Platinum Stars            | 30 | 9  | 4  | 17 | 26 | 34 | −8  | 31  |
| 15. | Mpumalanga Black Aces (A) | 30 | 5  | 11 | 14 | 20 | 38 | −18 | 26  |
| 16. | Jomo Cosmos (A)           | 30 | 4  | 12 | 14 | 21 | 40 | −19 | 24  |

(A) : Ascendido la temporada anterior.
|  | Campeón, clasificado a la Liga de Campeones de la CAF 2011. |
|  | Juega la serie de promoción.                                |
|  | Descenso directo a la Primera División.                     |

## Goleadores
- Fuente:

17 goles
- Katlego Mphela (Mamelodi Sundowns)

13 goles
- Prince Olomu (Bloemfontein Celtic)

11 goles
- Calvin Kadi (Bidvest Wits)

10 goles
- Daine Klate (SuperSport United)
- Ayanda Dlamini (AmaZulu)

8 goles
- Richard Henyekane (Golden Arrows)
- Erwin Isaacs (Santos Cape Town )
- Phikolethu Spelman (Santos Cape Town)